# Eriozona alashayicus
Eriozona alashayicus är en tvåvingeart som först beskrevs av Peck 1974.  Eriozona alashayicus ingår i släktet barrblomflugor, och familjen blomflugor. Inga underarter finns listade i Catalogue of Life.